# 봉황로 (공주시)
봉황로(Bonghwang-ro)는 충청남도 공주시 산성동부터 중학동까지 잇는 도로이다.

## 노선
| 왕릉교                         | 국도 제40호선 (왕릉로)  | 공주시 |
| 공주대학교사범대학부설고등학교 | 감영길                  | 공주시 |
| 공주북중학교                   | 무령로                  | 공주시 |
| 산성교                         | 용당길 (왕릉로, 웅진로) | 공주시 |
| 시청 앞                        | 웅진로                  | 공주시 |

## 주요 경유지
충청남도 공주시
- 반죽동, 산성동, 중학동 ()

## 주요 건물 및 시설
- 봉황로 75 공주대학교사범대학부설고등학교